# 高木昇
高木 昇（たかぎ のぼる、1908年6月19日 - 2005年5月28日）は、日本の電子工学者。東京大学名誉教授。東京工科大学名誉学長。工学博士（東京帝国大学、1942年）。理事（財団法人電子文化研究所、1964年）。東京大学宇宙航空研究所初代所長（1964年-1969年）。科学技術庁宇宙開発推進本部長（1965年-1967年）。東京神田生まれ。
東京大学の宇宙空間観測観測グループのリーダーとして、観測ロケットの打ち上げ、科学衛星の開発や打ち上げ等、宇宙電子工学の分野で貢献した。1994年文化功労者。

## 略歴
- 1931年：東京帝国大学工学部電気工学科卒業
- 1942年5月：東京帝国大学工学博士「ロツシエル塩振動子ノ研究」
- 1942年：東京帝国大学第二工学部教授
- 1950年：東京大学生産技術研究所教授
- 1964年：東京大学宇宙航空研究所所長（初代　1969年まで）
- 1965年：科学技術庁宇宙開発推進本部長
- 1969年：東京大学退官　日本大学理工学部教授（1979年まで）
- 1977年：国際電気標準会議議長（1980年まで）
- 1986年：東京工科大学学長（1996年まで）

## 受賞
- 1965年　電子通信学会功績賞
- 1968年　電気学会功績賞
- 1970年　NHK放送文化賞
- 1972年　紫綬褒章
- 1978年　勲二等旭日重光章
- 1981年　IEEEフェロ―

## 著書
単著
- 『信頼性管理ガイドブック』 日科技連出版社 1975
- 『信頼性管理ガイドブック』 日科技連 2000 / ISBN 4-817-13003-2

共著
- 『電気通信』 阪本捷房 共立出版 1948
- 『タネの話』 宮沢文吾 力書房 1949
- 『トランジスタ工学』 Lo, Wu-nien、安達芳夫、後川昭雄 無線従事者教育協会 1958
- 『電力用通信』 細野敏夫、中村宏 オーム社 1960
- 『電子回路 1』 山本賢三、山本外史、篠原卯吉、熊谷三郎 朝倉書店 1968.2

翻訳
- 『最近無線工学名著翻訳. 第5 水晶発振器及共振器』ビグルー著 コロナ社 1925